# Пакатуба (Сеара)
Пакатуба (порт. Pacatuba)  —  город и муниципалитет в Бразилии, входит в штат Сеара. Составная часть мезорегиона Агломерация Форталеза. Находится в составе крупной городской агломерации Агломерация Форталеза. Входит в экономико-статистический  микрорегион Форталеза. Население составляет 62 320 человек на 2006 год. Занимает площадь 132,427 км². Плотность населения — 470,6 чел./км².

## История
Город основан 8 октября 1869 года. 

## Статистика
- Валовой внутренний продукт на 2004 составляет 224.988.000,00 реалов (данные: Бразильский институт географии и статистики).
- Валовой внутренний продукт на душу населения на 2004 составляет 3.809,00 реалов (данные: Бразильский институт географии и статистики).
- Индекс развития человеческого потенциала на 2000 составляет 0,717 (данные: Программа развития ООН).

## География
Климат местности: тропический.